# Casa Vespucci

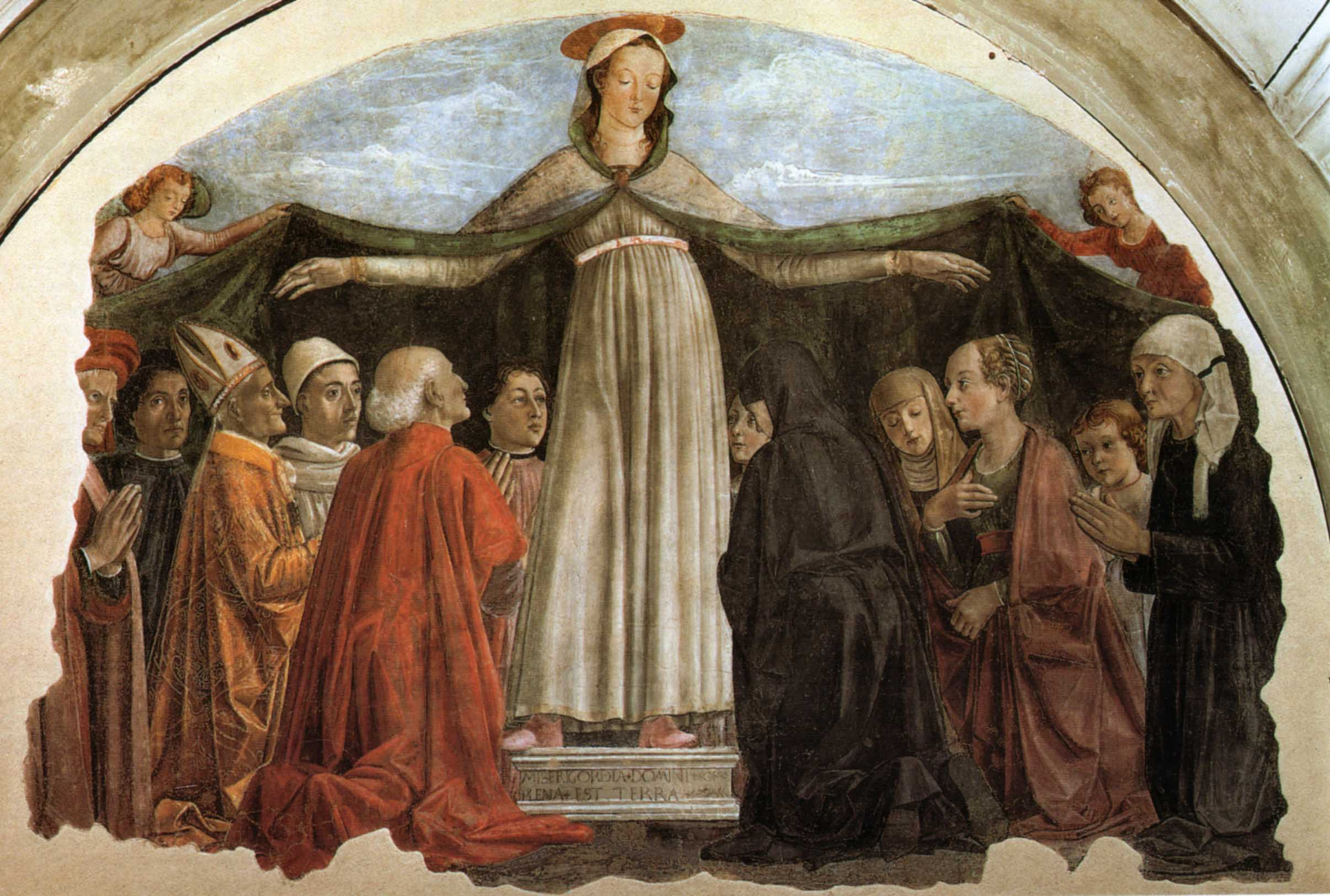
La famiglia Vespucci sotto il manto della Madonna della Misericordia di Domenico Ghirlandaio

La casa Vespucci è la casa dove ebbe origine la famiglia Vespucci, ramo di Amerigo, che si trova in via di Peretola 8, con risvolto su via delle Compagnie a Firenze. Fa parte dell'antico borgo di Peretola.

## Storia
Il carattere trecentesco dell'immobile la rende inconfondibile dalle case circostanti, in particolare per la caratteristica loggetta in facciata. La casa è menzionata nella denunzia catastale del 1427, «...una casa nel popolo di Santa Maria a Peretola luogo detto sul canto della strada che va al Motrone».
Detta casa, con altre proprietà nella zona, compare nelle denunce catastali successive fino al 1483 quando, i fratelli Antonio ed Amerigo il Navigatore nella qualità di eredi, vendono l'immobile al cugino Giovanni di Stagio Vespucci che l'abitava in affitto.
Dalla denunzia catastale del 1427 si deduce come Amerigo, nonno del Navigatore, si fosse già stabilito in città nel quartiere di Ognissanti.
Le case dei Vespucci occupavano l'intero isolato oggi occupato dall'ospedale di San Giovanni di Dio, fondato da Simone Vespucci  nel 1380, sotto il titolo di Santa Maria dell'Umiltà.
La casa originaria dei Vespucci venne identificata da Marco Conti nel 1963, pubblicata per la prima volta nel 1985, dello stesso anno la notizia sulla stampa cittadina.